# Jean de Neuflize
Jean Frédéric André Poupart de Neuflize, barone di Neuflize, (Parigi, 21 agosto 1850 – Coye-la-Forêt, 20 settembre 1928) è stato un banchiere e cavaliere francese.

## Biografia

### Vita privata
Neuflize nacque a Parigi il 21 agosto 1850, primogenito di Jean André Poupart de Neuflize, barone di Neuflize (1820–1868), e di sua moglie, Marie Louise André (1826–1907).
Il bisnonno, Jean Abraham Poupart de Neuflize (che fu nominato primo Barone di Neuflize nel 1810), nel 1770 fece costruire a Bazeilles lo Château de Montvillers nel 1770 a Bazeilles, nella regione del Grand Est.
Studiò al Lycée Saint-Louis, per poi proseguire al Lycée Bonaparte.
Il 28 aprile 1874 sposò Madeleine Dolfuss-Davilliers (1855–1926). Nata a Soisy-sous-Montmorency, figlia di Mathieu Dollfus e Laure Cécile Davillier, nonché nipote dell'industriale Jean Dollfus.
La coppia ebbe tre figli:
- André Poupart de Neuflize (1875–1949), che nel 1903 sposò l'ereditiera americana Eva Barbey (1879–1969)[3], figlia di Henry Isaac Barbey e Mary Lorillard Barbey, sorella di Hélène Barbey (moglie del conte Hermann de Pourtalès)[4][5];
- Jacques Poupart de Neuflize (1883–1953)[6], banchiere, che sposò Alixe Coche de la Ferté (1893–1923), figlia di Alexandre Coche de la Ferté. Dopo la morte di Alixe, si risposò con Antoinette Meyer-Borel (morta nel 1942).[6]
- Roberte Poupart de Neuflize (1892–1979), che nel 1912 sposò Vere Ponsonby, IX conte di Bessborough, figlio di Edward Ponsonby, Edward Ponsonby, VIII conte di Bessborough.[7][8]

Nel 1897 costruì lo Château des Tilles, una grande villa in stile normanno vicino a Coye-la-Forêt, nel dipartimento dell'Oise, nella Francia settentrionale, nei pressi di Chantilly.
Neuflize fu nominato Cavaliere della Legion d'onore nel 1900 e Ufficiale nel 1908.
Il Barone de Neuflize morì il 20 settembre 1928 a Coye-la-Forêt. Il suo funerale si tenne al Cimitero di Père-Lachaise, dove venne sepolto.

### Carriera finanziaria
Neuflize, un banchiere, succedette a suo padre come capo della Banque de Neuflize et Cie a Parigi, fondata nel 1710 dal suo bisnonno Jean Abraham Poupart de Neuflize, un mercante di tessuti di Sedan, nelle Ardenne, e che tracciava le sue origini fino alla Genova del XVII secolo.
Dal 1902 fino alla sua morte nel 1928, fu reggente della Banca di Francia dove, al momento del decesso ricopriva la carica di Decano dei Reggenti. Nel 1904 contribuì alla fondazione della banca d'investimento francese Banque de l'Union Parisienne.
Fu anche vicepresidente della Compagnie des chemins de fer de Paris à Lyon et à la Méditerranée, compagnia che gestiva la linea ferroviaria Parigi-Marsiglia, presidente del consiglio di amministrazione della Banca Ottomana e presidente della Evian.

### Carriera sportiva
Nel 1900 vinse il bronzo olimpico nell'attacco a quattro cavalli a Parigi 1900

## Palmarès
- Giochi olimpici

Parigi 1900: bronzo nell'attacco a quattro cavalli.